# Jezioro Kuchenne (Prusim)
Jezioro Kuchenne – jezioro rynnowe w woj. wielkopolskim, w powiecie międzychodzkim, w gminie Kwilcz, w południowo- zachodniej części wsi Prusim, leżące na terenie Pojezierza Poznańskiego.

## Hydronimia
Według urzędowego spisu opracowanego przez Komisję Nazw Miejscowości i Obiektów Fizjograficznych (KNMiOF) nazwa tego jeziora to Kuchenne.

## Dane morfometryczne
Powierzchnia zwierciadła wody według różnych źródeł wynosi od 32,14 ha.
Zwierciadło wody położone jest na wysokości 52,6 m n.p.m..
Jezioro Kuchenne jest trzecim, pod względem powierzchni jeziorem w gminie Kwilcz.